# Techentin
Techentin település Németországban, Mecklenburg-Elő-Pomeránia tartományban. Lakosainak száma 669 fő (2023. december 31.). Techentin Obere Warnow és Mestlin községekkel határos.

## Népesség
A település népességének változása:
| Lakosok száma | 725  | 736  | 731  | 697  | 669  |
|               | 2017 | 2019 | 2021 | 2022 | 2023 |